# Paracyathus pruinosus
Paracyathus pruinosus is een rifkoralensoort uit de familie van de Caryophylliidae. De wetenschappelijke naam van de soort is voor het eerst geldig gepubliceerd in 1902 door Alfred William Alcock. De soort werd ontdekt tijdens de Siboga-expeditie in de Sulu-archipel op 15 m diepte.